# Annonciation d'Oustioug
L'Annonciation d'Oustioug (en russe : Устюжское Благовещение) est une icône russe, dont le sujet est l'annonce faite à la Vierge Marie de sa maternité divine par l'archange Gabriel (Annonciation), réalisée au XIIe siècle, vers 1120-1130, à Novgorod. C'est une des rares icônes russes pré-mongoles conservées jusqu'à notre époque. Elle est exposée actuellement à la galerie Tretiakov. C'est en son honneur, que l'église orthodoxe russe fête le 8 juillet, (selon le calendrier julien), le souvenir des miracles qui lui sont associés.

## Histoire de l'icône
L'histoire de l'icône est connue grâce à la deuxième chronique de Novgorod, et à d'autres sources écrites anciennes du XVIe siècle et du XVIIe siècle, qui révèlent, qu'au milieu du XVIe siècle, elle fut transportée du monastère Saint-Georges de Iouriev près de Novgorod vers la ville de Moscou, sur décision du tsar Ivan le Terrible.
La date de l'apparition de l'icône à Moscou n'est pas déterminée avec précision et plusieurs années sont citées : 1547, 1554, 1561, Initialement, l'icône se trouvait dans l'enceinte du Kremlin de Moscou à la cathédrale de l'Annonciation de Moscou, mais au début du XVIIe siècle elle fut déplacée à la cathédrale de la Dormition de Moscou, où elle s'inséra dans la partie droite de l'iconostase. Dans l'inventaire de la cathédrale de l'année 1627, elle est répertoriée sous le nom d' « image de l'Annonciation de la Vierge, de style grec, bordée d'argent, entourée d'un oklad, entourée d'un polé ».
Aux XVIe siècle et XVIIe siècle, deux copies ont été réalisées des icônes provenant de Novgorod, pour les placer dans les iconostases locales : celle de la cathédrale de l'Archange-Saint-Michel de Moscou et celle de la cathédrale de l'Annonciation de Moscou (tandis que l'original était placé dans la cathédrale de la Dormition de Moscou). Elles sont entourées de kleimos, qui reprennent l'acathiste de la Vierge sur leurs bords. L'image primitive est couverte partiellement d'un oklad, et garnie de gemmes et de perles précieuses.
En 1918, après la fermeture de la cathédrale de la Dormition, l'icône fut placée au Musée historique d'État. En 1920, la Commission de restauration de la Russie décida de sa restauration (avec E. I. Briagine et I. I. Souslov et d'autres restaurateurs). Son oklad fut enlevé, et les travaux commencèrent. En 1926, elle fut replacée au Musée historique d'État, puis en 1930, à la Galerie Tretiakov. C'est là, en 1935, qu'une restauration complémentaire fut réalisée par I. I. Souslov et E. A. Dombrovski.

## Origine de son nom

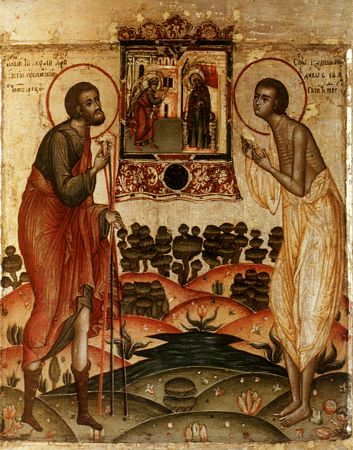
Prière de Procope d'Oustioug et de Jean d'Oustioug devant l'Icône de l'Annonciation d'Oustioug.

Le nom de l'icône, « L'Annonciation d'Oustioug », lui vient, selon la légende, du fait que devant elle en 1290 a prié le Procope d'Oustioug pour écarter le danger de chute sur la ville d'une pluie de tectites brulantes provenant de la météorite appelé "Veliki Oustioug", tombée à proximité de la ville de Veliki Oustioug. Le récit de la vie du Procope raconte qu'au moment où il se mit à prier, l'icône se mit à répandre une odeur d'encens et de l'huile sainte « La chaleur n'augmenta plus, la foudre et le tonnerre se calmèrent et les nuages d'orage se dispersèrent ».
Cette légende est apparue au XVIIIe siècle et est basée sur le récit de l'épisode de la vie du Procope d'Oustioug écrit au XVIIe siècle. Elle n'est toutefois pas confirmée par d'autres sources de Russie, ni d'Oustioug même. Au contraire, selon la chronique d'Oustioug, en 1496 : « L'intérieur de l'église de la Dormition a brulé, sans que l'on sache exactement pourquoi, mais avec toutes ses icônes miraculeuses sans que l'on retire ses vases, ses livres…». C'est donc avant le tsar Ivan le Terrible (1530-1584), que les lieux saints d'Oustioug furent détruits.
Malgré ces contradictions historiques, les liens entre l'icône dite d'Oustioug et la ville d'Oustioug sont soutenus par de nombreux historiens de l'église orthodoxe. En 1747, avec la bénédiction de l'archevêque Gabriel, une copie de l'icône fut établie reprenant celle transférée solennellement à Oustioug Veliki. Ce même archevêque célèbre un service religieux en mémoire des miracles attribués à cette icône durant la vie de Saint Procope. En 1783, l'archimandrite Alexandre (Liovchine) compose une « Description historique » de la cathédrale de la Dormition de Moscou dans laquelle il retrace l'histoire de l'ancienne icône de Novgorod en la reliant à celle du culte de Procope d'Oustiog. La légende fut tellement bien établie que le 8 juin (dans le calendrier julien) fut établi, dans l'église orthodoxe russe, un jour de fête appelé « Signe de l'annonciation de l'icône de la Mère de Dieu de la ville d'Oustioug ».
Lors du pillage de Moscou, pendant la Campagne de Russie, l'icône fut délestée de ses pierres précieuses attachées à l'oklad, et les habitants d'Oustioug ont fait don en 1818 d'une somme de 8 000 roubles pour la confection d'une nouvelle riza. Sur le cadre inférieur a été ajoutée une inscription qui n'a pas été conservée : « À la mère de Dieu, pour sa délivrance de la mort à l'été 1290, la ville d'Oustioug lui dédie cette nouvelle rizza, dorée en 1818 ».

### L'origine de l'icône à Novgorod
C'est en 1928, que les chercheurs ont parlé pour la première fois d'une origine novgorodienne de l'icône (soit 8 ans après que l'oklad eut été enlevé). Ils n'ont toutefois pas donné beaucoup d'arguments historiques en faveur de cette version En 1933, D. V. Aïnalov tenta de démontrer l'origine novgorodienne sur base des travaux d'un boyard diplomate du nom d'Ivan Viskovaty, liées à l'année 1554,.
L'origine novgorodienne de l'icône d'Oustioug a été établie par Victor Lazarev. Il a remarqué l'identité de taille de l'icône de Saint-Georges de l'Annonciation avec celle de l'iconostase du monastère de Iourev peinte à la même époque. Mais il a aussi noté, dans la peinture de Novgorod du XIVe siècle, une série d'icônes semblables à celle d'Oustioug,.

### Datation de l'icône

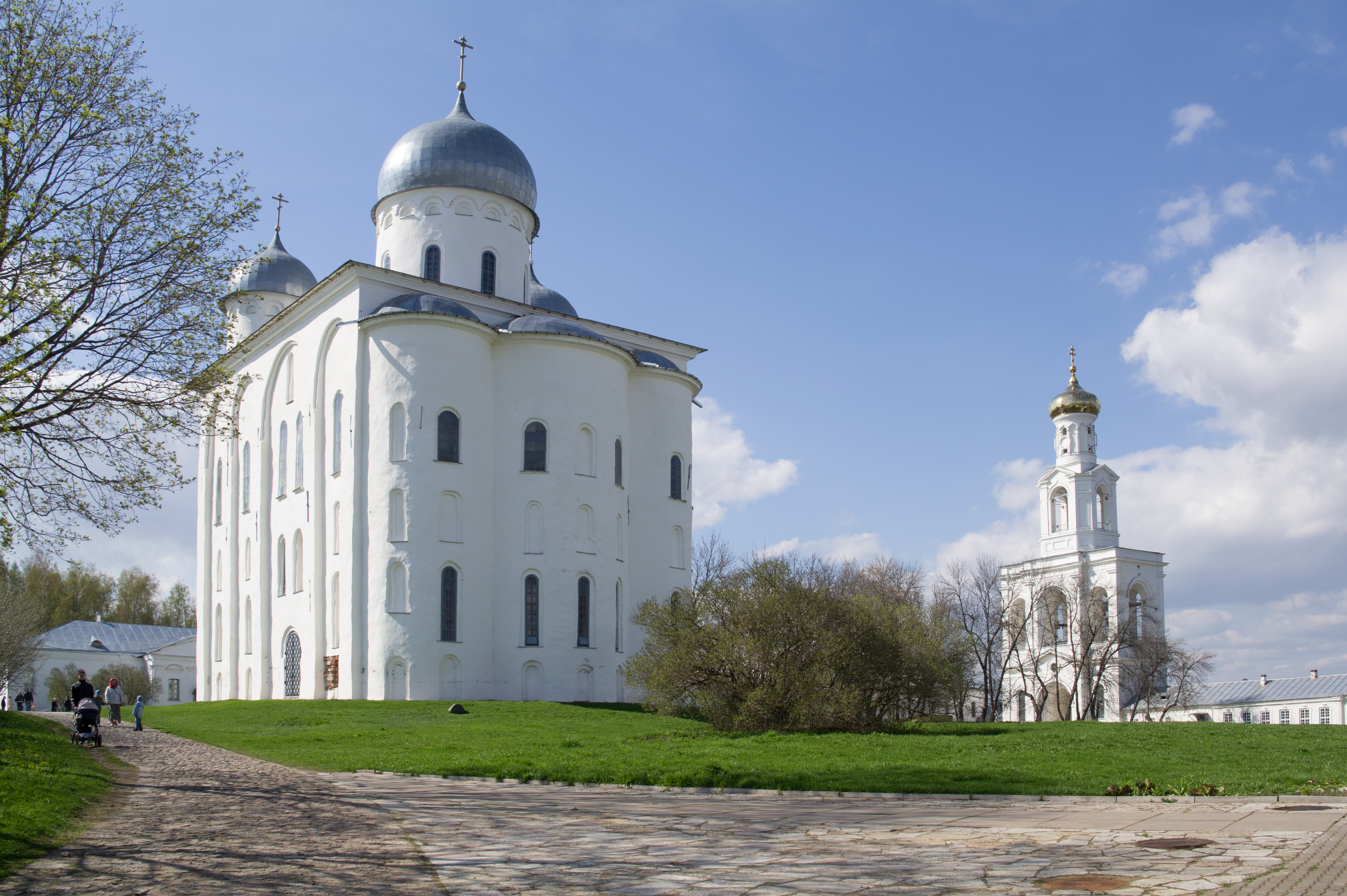
La cathédrale Saint-Georges du monastère d'Iourev pour laquelle l'icône fut peinte.

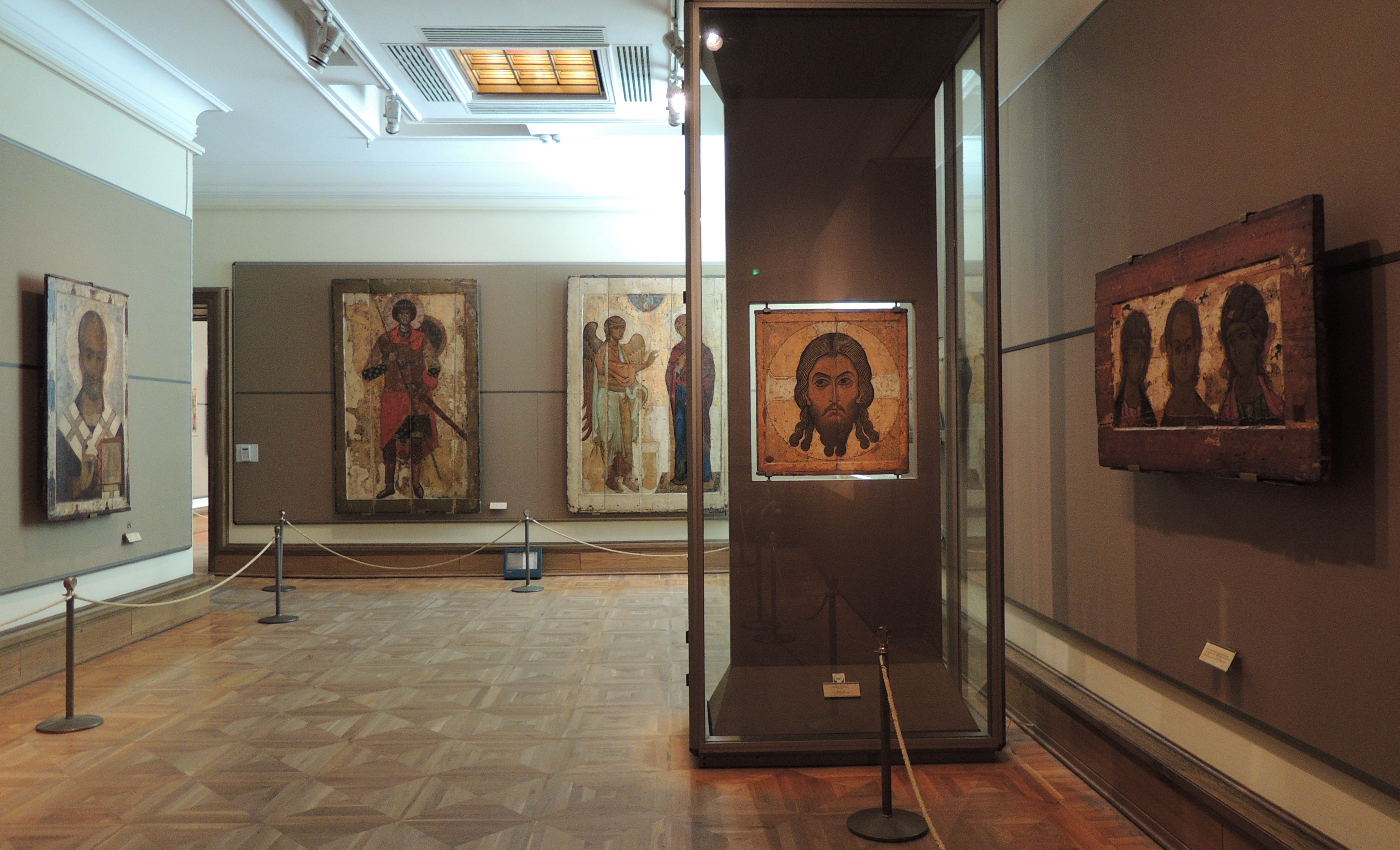
L'icône exposée à la galerie Tretiakov à Moscou.

Victor Lazarev date la réalisation de l'œuvre des années 1119—1130 et relie sa création à la construction de la cathédrale Saint-Georges du monastère de Iourev par le prince Vsevolod de Pskov et son père Mstislav Ier. Plaident en faveur de cette datation :
- l'absence de représentation de terre au pied des personnages ;
- les similitudes de pose de l'archange Gabriel sur cette icône avec celles représentées au milieu du XIIe siècle à Pskov au monastère de la Miroja[16].

Il faut remarquer que le métropolite Macaire Ier de Moscou, grand connaisseur de la peinture russe ancienne, date l'annonciation d'Oustioug du XIe siècle et lie son apparition à l'époque de la création du monastère de Saint-Georges et non de la cathédrale de Saint-Georges, comme le fait Victor Lazarev.
Il existe également une opinion suivant laquelle c'est pour l'église de l'Annonciation-sur-le-mont de Novgorod (dont la construction est achevée en 1112) que cette icône a été réalisée. Selon l'historienne d'art Galina Kolpakova, il n'est pas possible de dater l'icône des années 1110 et il faut s'en remettre à l'analyse et à la datation de Victor Lazarev à ce sujet.

## Caractéristiques de l'icône
L'icône est peinte sur une doska de tilleul. Les différentes planches de la doska sont reliées par des groupes de deux ou trois chponkas. La composition de la couleur utilisée est du tempera à base d'œufs. La dimension initiale était de 229 sur 144 centimètres. Plus tard, des planches de pin ont été rajoutées et ont fait passer ses dimensions à 238 sur 168 centimètres.
Au XVIe siècle a été réalisée une restauration sur base des traces de peinture existant à cette époque en cinabre. Au XVIIe siècle, a lieu une nouvelle restauration, qui rénove les peintures aux endroits où elle n'a pas été conservée.
L'académicien Victor Lazarev caractérise la technique utilisée comme suit :
| « Devant les figures monumentales de l'archange Gabriel et de Marie, on ressent une profonde connaissance de l'auteur des icônes de son époque et de l'époque byzantine. Bien que ces figures soient un peu lourdes, et qu'elles se différencient des icônes purement grecques, elles conservent une stricte proportionnalité. La modélisation de leur visage est d'une particulière douceur. La coloration de l'Annonciation d'Oustioug se distingue aussi des icône russe pré-mongole souvent plus sombres. » |

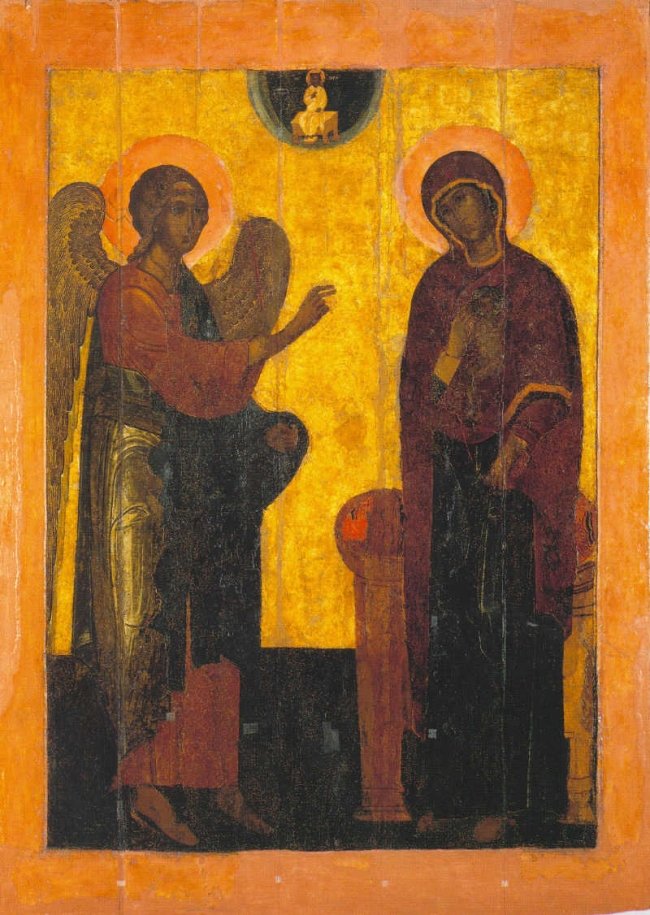
Copie de l'Annonciation de la Cathédrale de l'Archange-Saint-Michel de Moscou (XVIe siècle)

### Liens
Après le transfert de l'icône à Moscou entre le XVIe siècle et le XVIIe siècle, furent réalisées un certain nombre de copies :
- pour la Cathédrale de l'Archange-Saint-Michel de Moscou dans le Kremlin de Moscou au XVIe siècle.

Cette copie permet de se rendre compte de la forme originale de l'icône. Les nimbes et les champs sont représentés en couleur rose, ce qui permet de supposer que l'original de l'annonciation d'Oustioug était également de cette couleur Ce qui est confirmé par le fait que les couleurs des nimbes étaient caractéristiques de la période pour les icônes de Novgorod comme dans le Saint-Georges de 1130 à Novgorod ;
- pour la Laure de la Trinité-Saint-Serge, XVIe siècle[20]. Il s'agit d'une icône jitié de la vie de la Sainte-Vierge et d'une grande image d "Antiquus dierum", placée au second rang dans l'iconostase, à gauche des Saintes Portes qui sont au centre ;
- pour la Cathédrale de l'Annonciation de Moscou au Kremlin de Moscou XVIIe siècle (dimensions réduites, kleimo avec l'hymne acathiste à la Sainte-Vierge);
- pour l'église de Smolensk du Couvent de Novodievitchi[21];
- pour le Monastère Solovetski, fin du XVIe siècle début du XVIIe siècle, (le fonds représente des bâtiments, un velum est représenté, la Grotte de la naissance du Christ à Bethléem est visible, et l'endroit est indiqué)[22].

## Iconographie
L'Annonciation est représentée par l'icône dans une version rare de l'iconographie : la Vierge Marie porte déjà en son sein l'image de Jésus. Le peintre utilise également des détails apocryphes, tel le fil rouge dans les mains de la Vierge. Dans la partie inférieure de l'icône est représentée l'image de Dieu, vieillard aux cheveux gris (Antiquus dierum), trônant sur des chérubins, entouré de séraphins qui le glorifient. Selon Victor Lazarev, cette représentation académique appartient à une période qui suit celle des iconoclastes et qui est liée à l'influence de textes liturgiques, tels que le synaxaire du 24 mars, l'octoéchos de l'hymne à la Vierge Marie.
- La Vierge Marie

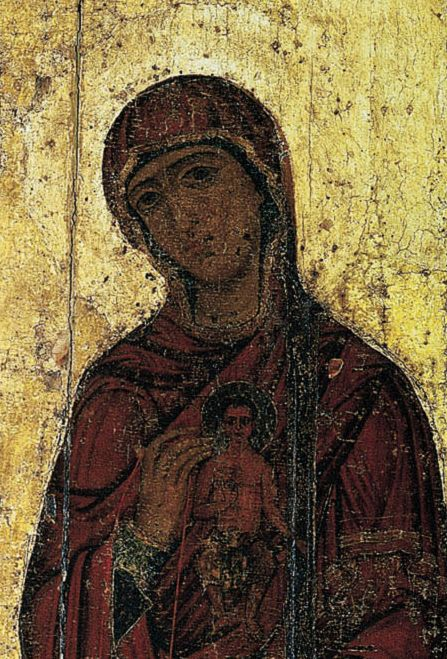
Vierge Marie et l'enfant Jésus

Marie est représentée dans un maforii de couleur rouge bordeaux (qui est dépourvu des étoiles traditionnelles mais qui conserve son bord à franges d'or) et d'un chiton gris foncé. Elle se tient devant le trône (dont seul une partie du pied subsiste sur l'icône, ainsi qu'un fragment d'un tissu à motifs d'or, sous les pieds de la Vierge).
Le visage de la Vierge est représenté dépourvu d'expressions émotives et de sentiments forts. Cette attitude est le symbole de son humilité devant la volonté de Dieu. Sa tête est légèrement inclinée vers le messager qui lui apparaît. Une légère rougeur de son visage, de ses joues, de ses paupières, de son cou semble perceptible à la critique d'art Galina Kolpakova.
Dans sa main droite elle tient une pelote de fil rouge (qui est évoquée dans le récit apocryphe du Protévangile de Jacques). Le fil passe entre les doigts de la main droite de la Vierge et descend jusqu'à la pelote, sans rien pour le retenir. La main droite est représentée avec l'index esquissant un geste de bénédiction, qui lui fait toucher l'auréole de l'enfant Jésus.
Ce fil symbolise la sang virginal. C'est une explication de l'Incarnation. Certains exégètes expliquent la possibilité de la naissance de Jésus à partir du sang de la Vierge par le fait que le Saint-Esprit aurait, au moment de l'Annonciation, prélevé le sang qui serait celui de l'enfant Jésus au moment de la naissance. Ce fil qui semble sortir du côté gauche et du cœur symbolise cette inexplicable incarnation, dont la réalité est au cœur de la foi chrétienne,.
- L'enfant Jésus

L'enfant Jésus est représenté de face, à l'âge d'un adolescent ou d'un jeune adulte. Le corps de l'enfant est de ton rougeâtre, ce qui, sur fond de la maforii rouge de sa mère, rend son personnage comme transparent à travers le vêtement de la Vierge Marie. La main droite est au centre, repliée vers le haut, et bénit. La gauche, s'écarte du corps et sa paume est ouverte. Le corps de Jésus est presque nu (avec seulement un pagne, qui fait allusion à sa prochaine crucifixion) et montre ainsi la nature humaine qui est en lui. Son auréole est de couleur argent, gris foncé.
- Archange Gabriel

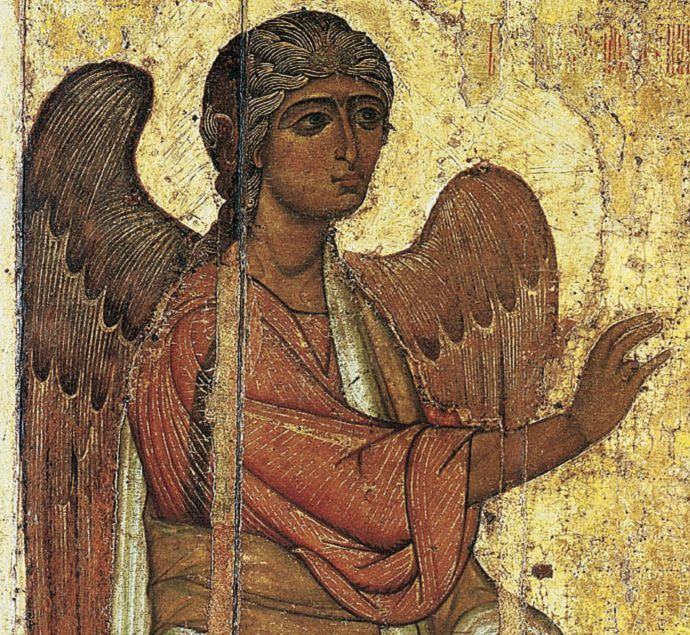
L' Archange Gabriel

L'archange est représenté en vêtements ocre pour le haut, et bleuâtre sous la taille. La tête est coiffée de cheveux d'or. Des couleurs complémentaires accentuent un drapé parcouru de profonds sillons sombres. La tête et les ailes forment ensemble une image proche d'un trident. De la tunique et les cheveux de l'archange recouverts de touches de feuilles d'or (Assist d'icône), semble se répandre la lumière divine qui illumine le fond de l'icône (en haut et à gauche de celle-ci).
L'himation jeté sur l'épaule droite de l'archange fait ressortir des tonalités orange contrastant avec les vêtements du dessous. L'archange s'adresse à Marie dans un mouvement de prière. Dans sa main gauche, quelques fragments de peintures permettent de voir qu'il tient un mêrilo.

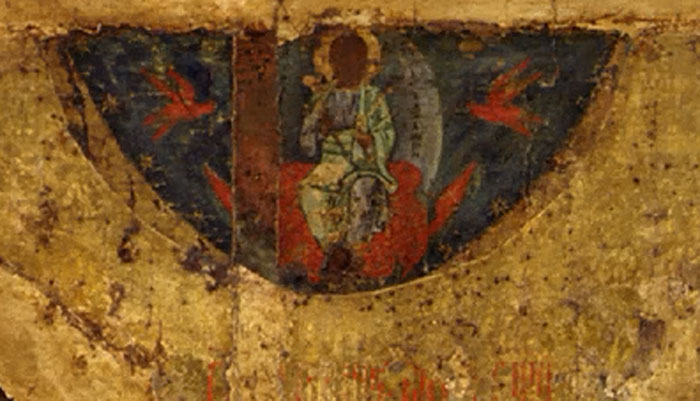
Antiquus dierum

- Ancien des jours (en latin: Antiquus dierum) [31].

Au-dessus de l'icône, Dieu est représenté dans une mandorle gris foncé, assis sur un trône rouge, soutenu par des chérubins. Au-dessus d'eux, des séraphins porteurs de ripidions dorés. La tête est entourée d'une nimbe. Dans sa main gauche il tient un parchemin, de la main droite part un rayon lumineux dans la direction de sa Mère. Une inscription de haut en bas reprend les initiales de son nom
Au XVIe siècle, l'icône a été rénovée : un nouveau gesso a été posé autour de la figure de l'archange, de Marie et de l'Antiquus dierum, (des fragments de l'ancien fond subsistent à divers endroits du bas de l'icône et du ciel). Comme cela se faisait au XVIe siècle, les contours des figures ont été déformés : les têtes ont été réduites et les corps sont rendus plus minces. À cette époque encore, les ailes de l'archange ont été redessinées et leur contour a changé. Cela se confirme par le fait qu'elles sont réalisées sur un gesso du XVIe siècle, qui se retrouve aussi dans les nimbes et le sol. Par ailleurs, les ailes sont absentes des copies réalisées avant la restauration de l'"Annonciation d'Oustioug" pour la cathédrale de l'Archange-Saint-Michel de Moscou, ce qui reflète l'ancienne tradition de représenter les anges sans ailes.
Selon l'opinion des chercheurs, le peintre qui a créé l'« Annonciation d'Oustioug » doit être associé à ceux qui ont décoré de fresques et de mosaïques le monastère Saint-Michel-au-Dôme-d'Or Le spécialiste de l'art de Byzance, K. Mango, fait remarquer que l'icône de Novgorod occupe une place analogue dans l’iconographie à celle de la Ceinture de la Vierge conservée dans la basilique Khalkopratiski de Constantinople.